# Римска легија
Римска легија (од латинске речи legio, према глаголу legere - „држати се заједно”) била је основна јединица римске копнене војске. Легионар је био војник - припадник легије.
Савремени еквивалент легије као војне јединице по величини, односно броју припадника, би отприлике била једна бригада. Једна легија се обично територијално везивала за једну римску провинцију у којој се бринула за њену безбедност и војну одбрану, али је такође значајан број примера мобилности легија што је било нарочито изражено током римских војних кампања и ратова. Тако је на пример легија под називом Legio VI Ferrata пратила Цезара (100-44. п. н. е.) од Галије, преко Хиспније и Балкана до Египта, а након његовог убиства служила је и у подручјима која данас носе име Мала Азија и Блиски исток. Римска војска је бројала 60 легија у времену успона и око 18 легија у време криза. Са преласком Римске републике у Римско царство, римска војска је професионализована, а структура легије је претрпела велике промене.
Због великог војног успеха које су постигле Римска република и касније, Римско царство, легија је дуго времена била сматрана као узор војне ефикасности и способности.
Величина једне легије варирала је током историје античког Рима од 4.200 легионара (30 манипула од по 120) и 300 коњаника (еквити) времену Републике до 5.200 војника плус помоћне трупе у империјалном добу (10 кохорти, од тога њих 9 по 480 легионара док је прва кохорта бројала готово двоструко више - 800 легионара).
Сматра се да је Рим укупно формирао неколико стотина легија а до данас је идентификовано њих око 50, са њиховим именима, датумима формирања и распуштања, симболима, биткама у којима су учествовале и подручјима где су биле распоређене.

## Прва епоха (VIII-VI век п. н. е)
У почетку су састав легија чинили искључиво неожењени грађани Рима стари од 17 до 46 година који су могли да приуште трошкове наоружавања. Легије су се формирале са почетком годишњих војних кампања и у саставу су имале око 3.000 пешака и 300 коњаника који су били подељени у групе од по 1.000 пешака и 100 коњаника. Појединачне формације пешака и коњаника имале су своје командире; tribunus militum за пешаке и Basileus за коњанике. Basileus (краљ на грчком језику) је био командант легије и између осталог, одговоран за њено распуштање након војне кампање у датој години. Легије су се тада бориле углавном у збијеној формацији фаланге. Оваква је формација била успешна на равном терену али не и на брдовито-планинском, па је због тога римска војска трпела поразе у борбама против Самнита  на терену данашње централне Италије). Значајне тактичке-формацијске промене су морале да се примене како би легија била војно ефикасна и на таквим теренима. Рим је брзо увиђао своје слабости и хитно налазио решења, не устручавајући се ни од преузимања тактике, модела и иновација својих противника.

## Реформа Сервија Тулија (половина VI века п. н. е)
У доба монархије, под Сервијем Тулијем као шестим краљем Рима, спроведена је реформа којом је становништво на основу списка подељено у 5 класа према приходима који су остваривали и према томе, способности војног опремања:
1. прва класа, classiciса годишњим приходима од више од 100.000 сестераца; 80 центурија пешака, од тога: 40 центурија мушкараца старости од 45 година и више из чијих редова се бира градска полиција и 40 центурија мушкараца старости 17-45 година, будућих војника.
2. друга класа, 20 центурија, са приходима између 100.000 и 75.000 аса (10 центурија старијих мушкараца и десет млађих);
3. трећа класа, 20 центурија лаке пешадије са приходима између 75.000 и 50.000 сестераца (10 центурија старијих мушкараца и десет млађих);
4. четврта класа, још 20 центурија лаке пешадије са приходима између 50.000 и 25.000 сестераца (10 центурија старијих мушкараца и десет млађих);
5. пета класа, 30 центурија чији су припадници имали приходе од само 11.000-25.000 сестераца (занатлије, од тога 3 центурије столара);
6. шеста класа, proletarii, без прихода, једна центурија.

Осим пешадијских центурија, класа коњаника-витезова (са приходима од најмање 400.000) обезбјеђивала је 18 центурија коњаника док су proleteri давали 5 центурија техничко-интендантских служби.

## Период после победе над Самнитима (IV-III век п. н. е)
У време Републике, првобитно су легионари били разврставани по типу у три главне групе и три помоћне.
Главне:
Помоћне:
Касније су leves и rorarii прерасли у velites. Свака легија састојала се, између осталог, од 30 манипула: 10 hastata + 10 principes + 10 triarii, а leves и velites су били распоређени по маниполама.
Групе су се разликовале према ратничком искуству њихових припадника и према економској моћи. У Римској републици, барем у почетку, сваки војник морао је сам да набавља своју опрему. У пешадији су triarii били најбоље опремљени а accensi, будући да су били из пете класе грађана, најслабије.
Leves (касније прерасли у velites), из четврте класе, били су лагано наоружани луком и стрелом или копљем и праћкама. Њихова опрема није била квалитетна и нису имали готово никакву заштиту. Нису били организовани у посебне јединице већ интегрисани по маниполама.
Ни velites нису имали оклоп али су располагали донекле бољом опремом; имали су дрвене округле штитнике, пречника око 90 cm, мања копља, кратак мач и бодеж. Били су препознатљиви по вучјој кожи коју су носили на леђима и вучјом главом на врху шлема.
Формације тешке пешадије:
- У првој линији су били hastati, најмлађи и најнеискуснији борци. Били су наоружани Hastati кратким копља за бацање и тешким копљем[6]. Носили су лагани оклоп (од коже или са металним плочама на прсима), штит који је досезао до појаса, кратак мач и бодеж.
- Иза њих су били principes, обучени и вешти легионари, теже оклопљени, са штитом сличним hastatima, два тежа копља и једним лаким, кратким мачем и бодежом. Првобитно су заузимали први борбени ред, али су касније то место препустили млађим hastatima.
- Последњу, трећу линију, формирали су triarii, ветерани који су били резервна снага легије. Они су били највештији борци, прекаљени у борбама и служили су као резерва. Бирани су међу најбољима из прве класе, међу ветеранима који су себи могли приуштити најбољи оклоп и опрему. Најчешће су носили оклоп од бронзе, имали су дуго копље, велики штит, кратки мач и бодеж. Њихов шлем је имао дуге штитнике за образе и перушке на врху.

Поред њих, ту су били и rorarii и accensi; ови први су били млади и неискусни војници, лоше опремљени, били су резерва и попуњавали су евентуалне празнине у формацијама насталим током борби. Accensi су били још сиромашнији и, ако су учествовали у борби, користили су праћке и камење. Ипак, најчешће су служили официрима као посилни. Заправо, они су били војно-историјски остаци некадашње четврте и пете линије код хоплита. Triarii, rorarii и accensi су били организовани у 3 манипуле од по 180 војника.
Помоћне трупе су имале округли штит за разлику од претходно описаних трупа које су имале четвртасте. Имали су другоразедну улогу у војскама старих Римљана.

### Тактика борбе од IV до II века п. н. е
У чврстој, гвозденој дисциплини и храбрости војника лежала је права снага римских легија. У борби су војници били поређани у три линије: у првој линији су били hastati и они су морали да поднесу први ударац непријатеља; у другој линији су били principes; а у трећој triarii, најискуснији и најјачи ветерани који су улазили у борбу у критичним моментима или да одбију напад непријатељске коњице. Equites, римска коњица, је била распоређена на крилима како би могла да зађе иза непријатељских редова или да уништи непријатеља кад су му разбијене формације. Leves и velites су ометали непријатеља на почетку битке, испитујући његову моћ или да га приморају на блиску борбу.
За време Републике, Легије су биле подељене на манипуле (парове центурија). У време империје уводе се кохорте.
Velites из прве линије, брзо су се кретали јер нису имали оклоп који их је спутавао, изазвали су непријатеља бацањем лаких копаља, а затим би се повлачила међу редове оклопљених класа или давали подршку коњаницима.
Hastati су затим попуњавали простор који су претходно држали velites. Имали су копља која су бацали на непријатеља са удаљености од 10 до 30 m пре упуштања у борбу прса у прса. Ако hastati не би направили пробој, поступак се понављао са principes. Ретко се дешавало да и triarii морају да учествују у боју, онда су користили пробојна копља дуга око 3 метра и наступали у редовима попут фаланге.
Тако је настала латинска изрека „Res ad Triarios rediit”, што значи „ствар је поверена триаријима”, јер су ствари постале озбиљне и игра се задњим адутом на располагању.

### Коњица и помоћна пешадија
Коњицу су формирали equites и помоћне јединице Италика који су још чинили и лаку пешадију и стрелце. Коњица је била опремљена лагано, са округлим штитом, дугим мачем и неким од копаља. У време Републике, Легије су имале по 4200 легионара, подељених у мануполе од по 120-150 људи (hastati и principes) и по 60 триарија; коњица је била подељена у turmae од по 30 коњаника којима су командовали decurioni.

### Хијерархија
Сваком манипулом је командовао Центурион изабран из своје јединице - центурије. Били су препознатљиви по већој перушки на шлему и „командним штапом”. Најважнији је био командант тријариа - primus vilus и један је од ретких који је јахао коња током марша. Биран је као најхрабрији и највјештији војник. Штаб је чинило 6 војних tribuna; један tribunus laticlavius и пет tribuni angusticlavi, а главнокомандујући је био tribuni angusticlavi.